# Spilosoma suzukii
Spilosoma suzukii là một loài bướm đêm thuộc phân họ Arctiinae, họ Erebidae.